# داشخانه (طبس)
داشخانه، روستایی است از توابع بخش مرکزی و در شهرستان خوشاب استان خراسان رضوی ایران.

## جمعیت
این روستا در دهستان طبس قرار داشته و بر اساس سرشماری سال ۱۳۸۵ جمعیت آن ۴۱۶ نفر (۱۲۶ خانوار)
بوده‌است.